# Jacaratia mexicana
El pedete, cuaguoyote, kunche o papaya de montaña (Jacaratia mexicana) es una planta perteneciente a la familia Caricaceae. Habita en las selvas secas y húmedas desde México a Centroamérica. Su fruto es similar a una papaya con costillas.

## Clasificación y descripción
Árbol monopódico, tronco cónico, cilíndrico y diámetro a la altura del pecho hasta 1 m, con pocas ramas ascendentes u horizontales, frecuentemente en verticilos de 3 a 4, copa pequeña y poca densa. En árboles jóvenes, el tronco parece un poste enterrado, ya que el diámetro varía tenuemente en su base, donde aparecen ligeras proyecciones aplanadas, tubulares y angulares conocidas como contrafuertes. Árbol de hasta 15 m de altura, dioicos, en ocasiones monoicos o poligamodioicos: Tallos inermes (que carecen de espinas o aguijones), de hasta 1 m de diámetro; corteza de color pardo; ramillas de cuarto orden de 5 a 7 mm de diámetro, cicatrices foliares semicirculares transversales, de aprox. 4 mm de diámetro. Hojas apicales en las ramillas de cuarto orden; peciolo de 3 a 7 cm de largo x 1 a 1.5 cm de diámetro; peciólulos de 1 a 3 mm de largo; foliolos 5, de 4 a 8 cm de largo y 3.7 cm de ancho, obovados, base cuneada, ápice acuminado, margen entero. Flores masculinas de 1.3 a 1.6 cm de largo, de color blanco o verdoso, estambres superiores opuestos a los lóbulos de la corola; estambres inferiores casi sésiles, anteras de aproximadamente 2 mm de largo. Flores femeninas con pedúnculos de 2.7 a 6 cm de largo; corola verde o verde amarillenta; estilo de 0.3 a 1 cm de largo, estigmas de 1 a 1.4 cm de largo, libres o fusionados, glandulosos, erectos, enteros o ramificados. Fruto tipo baya, hasta de 30 cm de largo y 13 cm de diámetro, pendulares, ovoides o cónicas; pedúnculos de 3 a 13 cm de largo; 5 costillas de hasta 4 cm de alto, proyectadas en la base 1.3 a 4 cm; base cóncava o truncada; pericarpio verde-rojizo o amarillo en la madurez; semillas de 4 a 8 mm de largo, de 2 a 5 mm de diámetro, de forma ovoide o subglobosas.

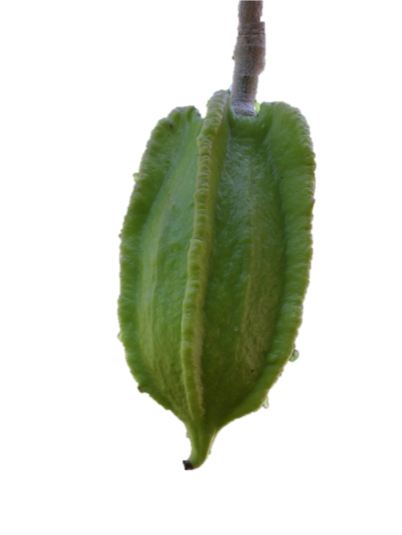
Fruto de cuaguoyote (Jacaratia mexicana).

## Distribución
Es una especie que tiene amplio rango de distribución en México, ya que se distribuye en nuestro país en la vertiente del pacífico y del Golfo de México. Por el lado de la vertiente del pacífico abarca los estados de Sinaloa, Nayarit, Jalisco, Colima, Michoacán, Guerrero, Oaxaca y Chiapas. Del lado del Golfo de México, se ha localizado en los estados de Veracruz, Tabasco, Campeche y Yucatán. Se ha localizado también en los estados de; Quintana Roo, Guanajuato, Puebla y Morelos. Fuera de nuestro país se tiene reportado en Nicaragua y el Salvador.

## Ambiente
Es una especie que se ha localizado en bosque tropical caducifolio, en elevaciones de 740 a 1450 m, en la vertiente del pacífico y zona centro de México. Por la parte del golfo de México se tienen registros desde el nivel del mar hasta los 1400 m s. n. m. Esta especie crece y se desarrolla en climas característicos del bosque tropical caducifolio como lo son cálido subhúmedo (Aw1), clima semiárido cálido (BS1) y clima cálido subhúmedo (A). Donde la temperatura promedio fluctúa entre 18 y 22 °C.

## Estado de conservación
Algunos autores consideran a Jacaratia mexicana, como una especie vulnerable a la desaparición debido a la elevada tasa anual de devastación de su hábitat y su baja reproducción natural. Sin embargo, no es una especie considerada bajo ninguna categoría de protección de acuerdo a la NOM-059-ECOL-2010 de la SEMARNAT. Tampoco se encuentra en la lista de la IUCN.

## Nombres comunes
Algunos nombres usados para éste árbol y fruto son: bonete, k’umché, cualsuayote, orejona, papaya de montaña o papayón.

## Usos culinarios y medicinales
- Frutos tiernos en sopa.
- Los frutos maduros se comen cocidos en dulces o conserva.
- Con la pulpa se preparan aguas frescas.
- La semilla se come tostada como botana.
- Una cualidad de este árbol es que su cáscara hervida y untada en el piquete es eficaz contra el veneno del alacrán